# Pardosa atropalpis
Pardosa atropalpis là một loài nhện trong họ Lycosidae.
Loài này thuộc chi Pardosa. Pardosa atropalpis được Frederick Henry Gravely miêu tả năm 1924.